# Buuz

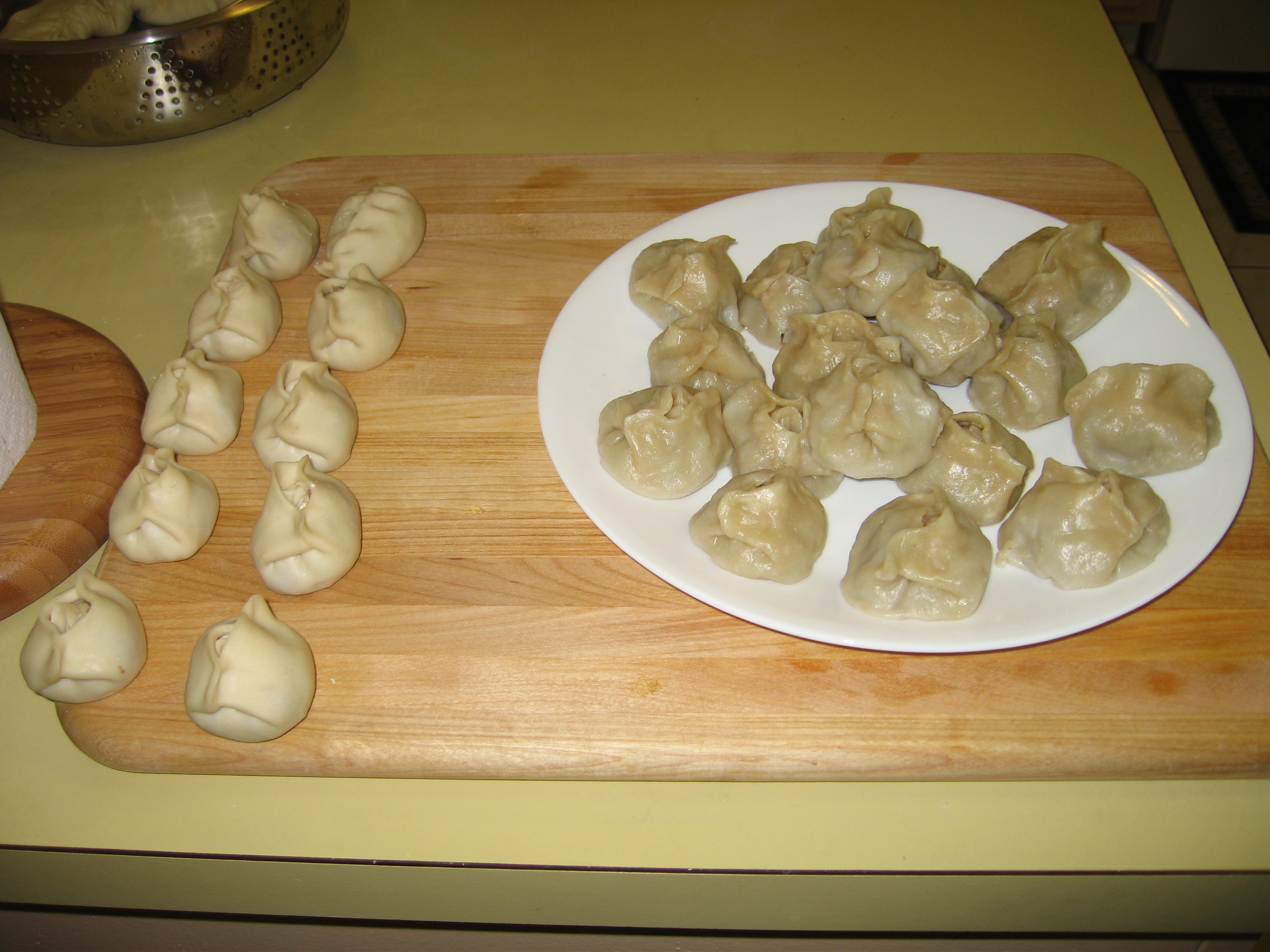
Buuz cru e cozido

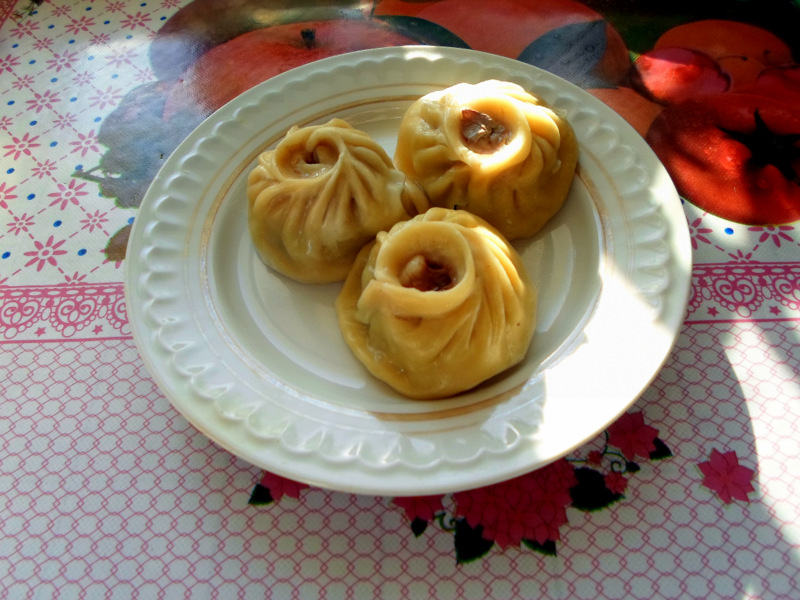
Buuz servido na Buriácia

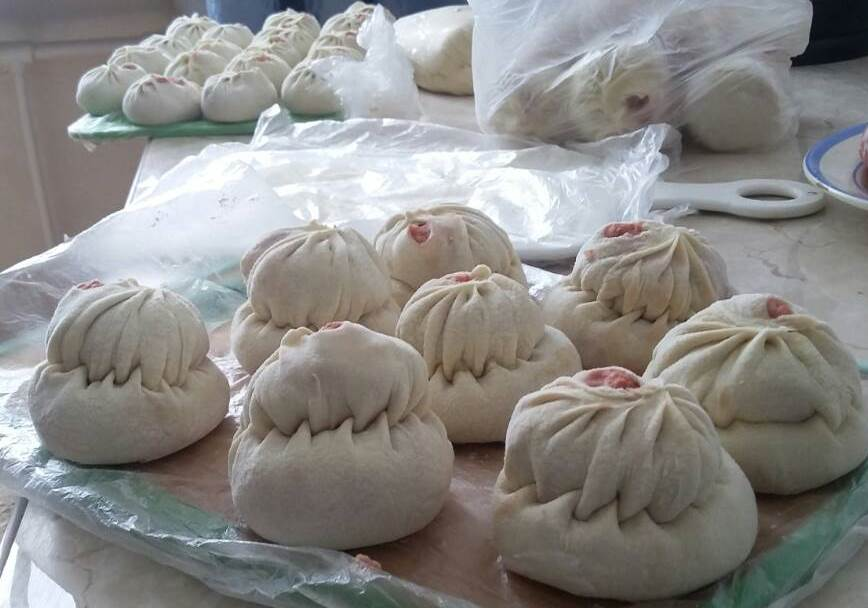
Double buuz Buriácia, Rússia

Buuz (em mongol:  Бууз) é um tipo de bolinho cozido no vapor recheado com carne, típico da Mongólia. Um exemplo de culinária autêntica mongol e buriate, o prato é geralmente comido em casa no dia de Tsagaan Sar, a comemoração do ano novo mongol. Hoje em dia, os bolinhos também são oferecidos em restaurantes, lanchonetes e cafés espalhados pela capital do país, Ulaanbataar.

## História
Buuz é a versão mongol do bolinho cozido a vapor que é encontrado em toda a região do continente asiático. Etimologicamente, buuz revela uma origem chinesa, proveniente da palavra baozi, que é o nome em mandarim para esse tipo de bolo cozido no vapor; no entanto, a receita é considerada pelo povo mongol como originariamente nacional, e diferente do baozi da China. O buuz é um alimento bastante comum ao longo de toda a duração do ano, mas especialmente na época das celebrações do ano novo mongol, que geralmente caem no mês de fevereiro. O prato é preparado nas três semanas anteriores e deixado no exterior das casas para congelarem nas baixíssimas temperaturas do inverno mongol; depois são consumidos com salada e pão frito, acompanhados por suutei tsai (chá mongol) e vodka.

## Ingredientes e preparação
Buuz são preenchidos com carne de carneiro ou carne de vaca moídas, que são temperadas com cebola e/ou alho e sal. Ocasionalmente, o recheio é aromatizado com brotos de erva-doce (funcho) e outras ervas. Purê de batata, repolho ou arroz também podem ser adicionados à mistura de carne.
A bola de carne é, então, colocada dentro de uma pequena bolsa de massa, que é dobrada ao redor do recheio com uma pequena abertura na parte superior. O estilo dessa dobradura cabe ao cozinheiro; os três tipos comuns são crescente (no formato de uma meia-lua), redondo ou yurt e flor. O buuz é em seguida cozido no vapor e comido com as mãos, de forma que a bolsa armazena todo o líquido expelido pela carne até a hora de ser comido, realçando o sabor.
Buuz são bastante semelhantes a outro tipo de bolinho típico da Mongólia, o khuushuur, exceto o fato de que o khuushuur é frito e não cozido.